# Lijst van burgemeesters van Steenbergen
Dit is een lijst van burgemeesters van de Nederlandse gemeente Steenbergen in de provincie Noord-Brabant. Tot 1962 heette dit de gemeente Steenbergen en Kruisland.
| Ambtsperiode                | Naam burgemeester                                     | Partij of stroming                     | Bijzonderheden                                                            |
| --------------------------- | ----------------------------------------------------- | -------------------------------------- | ------------------------------------------------------------------------- |
| 1510                        | Adriaen Adriaens Maes van der Havene                  |                                        |                                                                           |
| c. 1800 - 1833              | Pieter Carel Wijnmalen                                | Fransgezind, later Oranjegezind        |                                                                           |
| 1834 - 1850                 | J. Paschalius van Stapele                             |                                        |                                                                           |
| 1850 - 1868                 | Jacobus Laurentius van Loon (1800-1868)               |                                        |                                                                           |
| 1869 - 1881                 | Jan Willem Laane                                      |                                        |                                                                           |
| 1881 - 1909                 | Jacobus Joannes van Loon (1840-1916)                  |                                        | Zoon van J.L. van Loon                                                    |
| 1910 - 1919                 | Jacobus Antonius Alphonsus Maria van Loon (1874-1940) | Algemeene Bond van RK-kiesverenigingen | Zoon van J.J. van Loon, kleinzoon van J.L. van Loon                       |
| 1919 - 1943                 | H.P.M. van Etten                                      |                                        |                                                                           |
| 1943 - 1944                 | Arie van de Graaff                                    | NSB                                    |                                                                           |
| 1945 - 1946                 | J. Simons                                             |                                        | waarnemend                                                                |
| 1946 - 1957                 | Leonard (L.) de Gou                                   | KVP                                    |                                                                           |
| 1958 - 1977                 | Jan (J.M.) van der Meer                               | KVP                                    |                                                                           |
| 1978 - 1989                 | A.J.M. Derksen                                        | PvdA                                   |                                                                           |
| 1989 - 2003                 | Gert (G.) van Wijk                                    | PvdA                                   |                                                                           |
| 2003 – 1 juli 2012          | Jan (J.J.) Hoogendoorn                                | VVD                                    |                                                                           |
| 2 juli 2012 – 23 dec. 2013  | Saskia (S.C.C.M.) Bolten                              | GroenLinks                             | vanaf december 2013 met verlof, d.d. 28 mei 2014 ontslagverzoek ingediend |
| 23 dec. 2013 – 30 nov. 2015 | Joseph (J.A.M.) Vos                                   | CDA                                    | waarnemend                                                                |
| 30 nov. 2015 – heden        | Ruud (R.P.) van den Belt                              | VVD                                    | [ 4 ]                                                                     |